# Marcel Lelong
Marcel Lelong (Picardie 1892 - Ronquerolles1972) fue un médico pediatra francés que creó en 1940 un centro de referencia para el cuidado de los niños prematuros en París.
Fue consultor de la OMS y por ello su hospital sirvió de modelo para la creación de otros Centros de Prematuros en Francia y en España.
En cuanto a sus estudios científicos, demostró la eficacia de la vacunación antituberculosa en los niños descartando la teoría hereditaria de la enfermedad que estaba en boga en esa época.

## Biografía y trayectoria profesional
Durante los estudios de medicina en la Universidad de París fue movilizado en la Primera Guerra Mundial donde fue hecho prisionero por el enemigo.
Tras la guerra terminó sus estudios y orientó su carrera a la pediatría con su maestro Robert Debré
Realizó el doctorado en los hospitales de París en 1930. En 1936 fue profesor asociado y en 1943 director de la Escuela de Puericultura de París.
En 1946 fue nombrado profesor de puericultura y en 1960 miembro de la Academia Nacional de Medicina.
Pasó la mayor parte de su vida profesional en el Hospicio para niños de París que transformó en un moderno hospital llamado Hospital San Vicente de Paul.
Demostró a través de su trabajo con bebés nacidos de padres tuberculosos, que la tuberculosis humana no se transmite por herencia sino por contagio. 
Proporcionó una demostración científica de la eficacia y seguridad de la vacunación infantil con BCG.
A partir de 1947 se dedicó al estudio y solución de los múltiples problemas que planteaba la prematuridad. Convirtió su hospital en un centro piloto homologado por la Organización Mundial de la Salud, en el que se formaban pediatras franceses y de otros países como España.
Recibió múltiples condecoraciones siendo la más destacada la Medalla de Oro de la Academia Nacional de Medicina de Francia.

## Influencia en España
UNICEF proporcionó a España diversos programas de ayuda siendo el más relevante la creación de nueve Centros de prematuros distribuidos en ocho ciudades españolas.
El programa dirigido en España por el pediatra Bosch Marín contó con la colaboración de Marcel Lelong, que era consultor de la OMS, recibiendo como becarios a pediatras españoles en su hospital de París.